# Friedrich Wenner

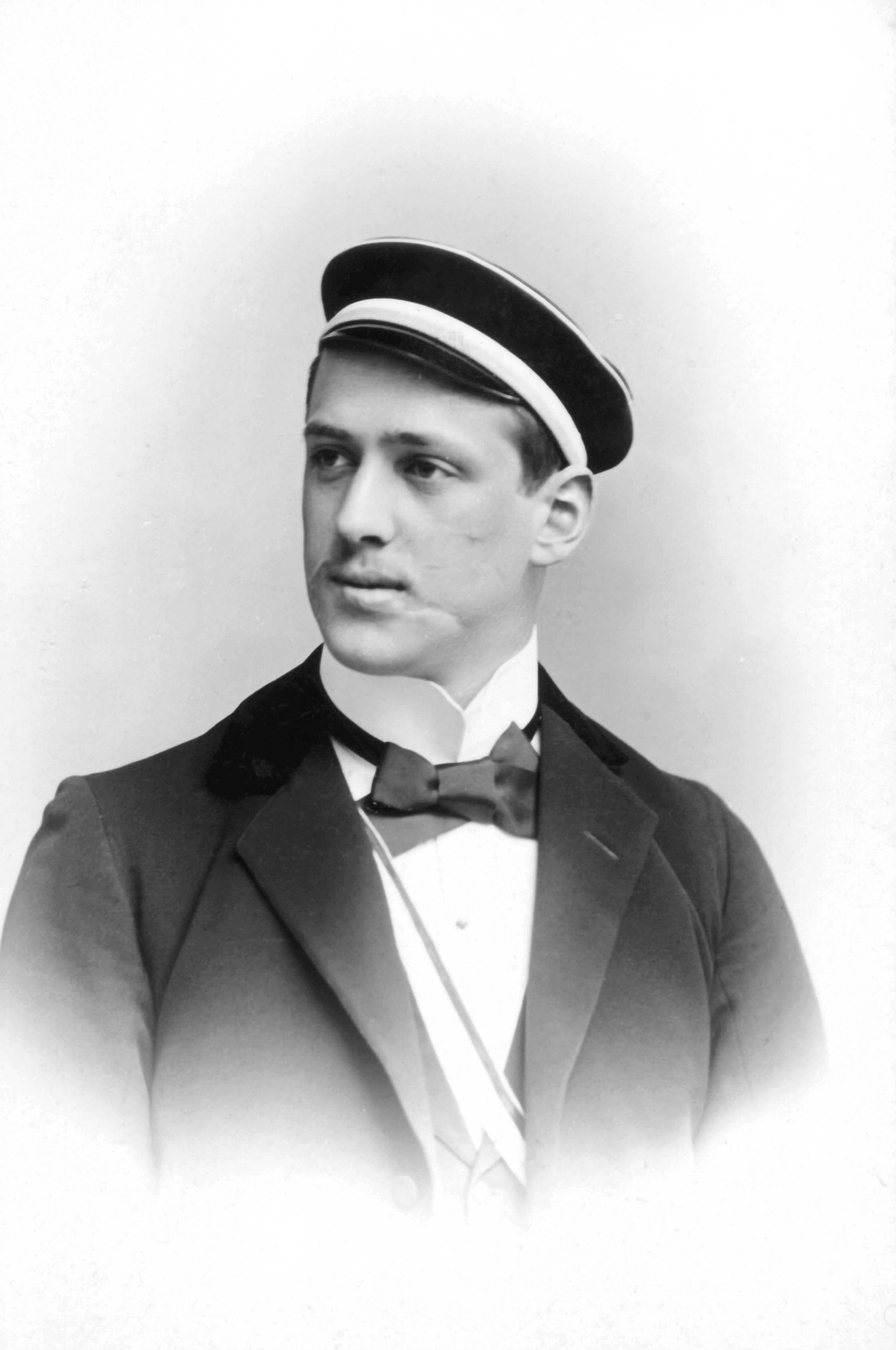
Friedrich Wenner

Friedrich Wenner (* 15. Mai 1876 in Waldfischbach; † 6. Februar 1955 in Neustadt an der Weinstraße) war ein deutscher Verwaltungsjurist.

## Leben
Nach dem Besuch der Schule in Pirmasens und Ludwigshafen begann Wenner an der Ludwig-Maximilians-Universität Rechtswissenschaft zu studieren. 1896 wurde er Mitglied des Corps Suevia München. Als Inaktiver wechselte er an die Ruprecht-Karls-Universität Heidelberg und die Friedrich-Wilhelms-Universität zu Berlin. Er legte 1899 das erste juristische Staatsexamen und 1902 die große juristische Staatsprüfung ab. Anfang 1904 wurde er Regierungsakzessist bei der Regierung von Oberbayern. Im November desselben Jahres wurde er Bezirksamtsassessor in Obernburg am Main, 1909 in Frankenthal und 1913 in Ludwigshafen am Rhein. Am Ersten Weltkrieg nahm er als Offizier der Bayerischen Armee teil, zuletzt als Hauptmann der Reserve. Während des Krieges erhielt er 1915 den Titel und Rang eines Regierungsassessors.
Am 1. Oktober 1919 wurde Wenner Bezirksamtmann des Landkreises Pirmasens. 1923 erhielt er Titel und Rang eines Oberregierungsrats und 1925 die Ernennung zum Oberregierungsrat. Zum 1. November 1930 wechselte er als Bezirksamtmann von Pirmasens nach Neustadt an der Haardt, wo er bis zum 31. Juli 1934 Bezirksamtmann blieb. Von August 1934 bis April 1940 war er Regierungsdirektor und Direktor der Kammer des Innern der Regierung der Pfalz (Bayern). Zugleich führte er die Geschäfte des Regierungspräsidenten. Im Mai 1937 trat er in die Nationalsozialistische Deutsche Arbeiterpartei ein. Zu Beginn des Jahres 1939 wurde er zum Regierungsvizepräsidenten ernannt. Im Laufe des Jahres 1940 wechselte er zur Wehrmachtsverwaltung, wo er in der Folge Kriegsverwaltungschef in Bordeaux wurde. Am 4. Mai 1941 erhielt er während seiner Abstellung zur Wehrmachtsverwaltung die Ernennung des Regierungspräsidenten der Pfalz. Zuletzt war er Verbindungsbeamter des Chefs der Zivilverwaltung beim Armeeoberkommando I. Im Dezember 1943 trat er in den Ruhestand.
Nach Ende des Zweiten Weltkriegs wurde er 1945 kurzzeitig interniert. Danach wohnte er in Ohlstadt bei Garmisch-Partenkirchen. Die Spruchkammer Garmisch-Partenkirchen stufte ihn am 28. April 1948 als Mitläufer ein und verhängte für ihn eine Geldbuße von 600 Reichsmark sowie die Kostentragung weiterer 1000 Reichsmark. Im November 1951 kehrte Wenner nach Neustadt zurück.

## Weblink
- Joachim Lilla: Wenner, Friedrich, in: ders.: Staatsminister, leitende Verwaltungsbeamte und (NS-)Funktionsträger in Bayern 1918 bis 1945 (11. September 2012).